# Giovanni Battista Berardi
Giovanni Battista Berardi (Lugo di Romagna, 17 aprile 1895 – Bologna, 26 maggio 1966) è stato un politico italiano.

## Biografia
Succeduto nel 1929 ad Antonio Carranti alla carica di vicepodestà di Bologna, fu nominato commissario prefettizio dopo la morte dello stesso Carranti (29 aprile 1930) e successivamente podestà il 10 luglio 1930. Assunse le proprie funzioni a partire dal 12 luglio dello stesso anno.